# Hard Promises
Hard Promisess — четвёртый студийный альбом рок-группы Tom Petty and the Heartbreakers, изданный в 1981 году.

## Об альбоме
Изначально Hard Promisess планировалось назвать Benmont’s Revenge (ссылка на участника группы Бенмонта Тенча). Создание Hard Promisess, как и предыдущего альбома The Heartbreakers, не обошлось без разногласия Тома Петти с MCA Records. Лейбл собирался выпустить альбом с наценкой в 1 доллар к традиционной цене в 8.98, мотивируя это «звёздным статусом» группы. Музыкант выступил против такого подхода, подняв вопрос в печатных изданиях. Вскоре тема дошла до широких масс любителей музыки и руководство лейбла было вынуждено отступить.
Работа над Hard Promisess проходила в той же студии, где планировал начать запись сольного альбома Джон Леннон. Том с нетерпением ждал встречи с ним, но как раз в это время Леннон был убит. Чтобы воздать должное Джону, группа
поместила надпись «WE LOVE YOU JL» на все виниловые издания Hard Promises.
Альбом достиг 5-го места в Billboard 200, а синглы «A Woman in Love (It’s Not Me)», «Nightwatchman» и «The Waiting» заняли 5-е, 21-е и 1-е место соответственно в чарте Mainstream Rock. «A Woman in Love (It’s Not Me)» и «The Waiting» также достигли 79-й и 19-й строчки в Billboard Hot 100. В записи песни «Insider» приняла участие Стиви Никс из Fleetwood Mac.

## Список композиций
Слова и музыка всех песен — Тома Петти, за исключением «Woman in Love (It’s Not Me)», «Nightwatchman» и «You Can Still Change Your Mind» — Петти в соавторстве с Майком Кэмпбеллом.
| №   | Название                         | Длительность |
| --- | -------------------------------- | ------------ |
| 1.  | «The Waiting»                    | 3:58         |
| 2.  | «Woman in Love (It’s Not Me)»    | 4:22         |
| 3.  | «Nightwatchman»                  | 3:59         |
| 4.  | «Something Big»                  | 4:44         |
| 5.  | «Kings Road»                     | 3:27         |
| 6.  | «Letting You Go»                 | 3:24         |
| 7.  | «A Thing About You»              | 3:33         |
| 8.  | «Insider»                        | 4:23         |
| 9.  | «The Criminal Kind»              | 4:00         |
| 10. | «You Can Still Change Your Mind» | 4:15         |

## Участники записи
The Heartbreakers:
- Том Петти — вокал, 12- и 6-струнные акустические и электрогитары, бас-гитара и электропианино (в «Something Big»)
- Майк Кэмпбелл — 12- и 6-струнные электрогитары, педальная арфа, аккордеон, фисгармония, бас-гитара
- Бенмонт Тенч[англ.] — орган, фортепиано, бэк-вокал
- Рон Блэр[англ.] — бас-гитара
- Стэн Линч[англ.] — ударные, бэк-вокал

Приглашённые музыканты:
- Фил Джонс[англ.] — перкуссия
- Дональд Данн[англ.] — бас-гитара (в «A Woman in Love»)
- Шэрон Келани — бэк-вокал (в «You Can Still Change Your Mind»)
- Алан Вайдель — фортепиано (в «Nightwatchman»)
- Стиви Никс — гармонический вокал (в «Insider»), бэк-вокал (в «You Can Still Change Your Mind»)

Технический персонал:
- Джимми Айовин[англ.] — музыкальный продюсер
- Том Петти — музыкальный продюсер

## Положение в хит-парадах
Годовые чарты:
| Год  | Хит-парад                          | Позиция |
| ---- | ---------------------------------- | ------- |
| 1981 | Канада (RPM’s Top Albums/CDs)      | 28      |
| 1981 | Новая Зеландия (RMNZ)              | 27      |
| 1981 | США (Billboard Top Popular Albums) | 49      |